# Symfonie č. 6 (Beethoven)
Symfonie č. 6 F dur, Op. 68 „Pastorální“ je šestá symfonie Ludwiga van Beethovena. Byla dokončena roku 1808 a měla premiéru 22. prosince na koncertu v Divadle na Vídeňce, spolu s pátou symfonií.
Beethoven miloval přírodu a nalézal v ní uklidnění i jistotu. Šestá symfonie je obrazem přírodních scenérií a venkova jako takového. Je jednou z mála Beethovenových orchestrálních skladeb, které mají vysloveně programní charakter.
První věta působí lehce, hrají tu jen smyčce, dechové nástroje a lesní rohy. V druhé větě se pozornost posluchače soustředí na tekoucí vodu potoka a zpěv ptáků. Třetí věta přibližuje životní radosti venkovanů, stáváme se svědky taneční veselice s patrnými zvuky dud. Čtvrtá věta jest bouří; vzdálené hřmění přechází v průtrž mračen, hromy a blesky. Pátá věta patří pastýřům a jejich zpěvu, který předchozí bouřlivou scénu vyvažuje. Šestá symfonie svou náladou v mnohém předznamenává pozdější Devátou symfonii.

## Názvy vět

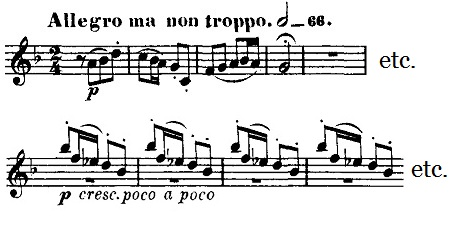
Úvodní motiv první věty

Šestá symfonie se skládá z pěti vět:
1. Probuzení radostných pocitů po příjezdu na venkov: Allegro ma non troppo
(Erwachen heiterer Empfindungen bei der Ankunft auf dem Lande)
2.  Scéna u potoka: Andante molto moto
(Scene am Bach)
3. Radostné shromáždění vesničanů: Allegro
(Lustiges Zusammensein der Landleute)
4. Bouře, vichr: Allegro
(Gewitter, Sturm)
5. Zpěv pastýřů. Radostné a vděčné pocity po bouři: Allegretto
(Hirtengesang. Frohe und dankbare Gefühle nach dem Sturm)
Průměrná délka symfonie je 40 minut.

## Orchestrace
Pikola, 2 flétny, 2 hoboje, 2 klarinety (2 fagoty 2 rohy (F, H ♭), 2 trubky (C), 2 pozouny, tympány a smyčcový orchestr.